# 皮肖塔
皮肖塔，是意大利萨莱诺省的一个市镇。总面积30平方公里，人口2879人，人口密度96.0人/平方公里（2009年）。ISTAT代码为065096。